# Sociologi
Sociologi er studiet af samfund, deres strukturer, organisation og betydning for de individer, der indgår i samfundet. Den er en samfundsvidenskab — et begreb som den nogle gange omtales som synonymt med — som bruger forskellige former for empirisk undersøgelse og kritisk analyse til at udvikle og forfine viden omkring menneskers sociale aktivitet, ofte med det mål at benytte denne viden til at opnå social velfærd. Emnerne spænder fra mikroniveau som agens og interaktion til makroniveau som systemer og sociale strukturer.
Sociologi er både emnemæssigt og metodologisk en meget bred disciplin. Det traditionelle fokus har indeholdt social stratifikation, klasse, social mobilitet, religion, sekularisering, jura og afvigelse. På grundlag af tesen om at alle aspekter af menneskers aktivitet er bygget på social struktur og individuel agens, har sociologi gradvis udvidet sin fokus til flere emner, såsom sundhed, militær og fængsel, Internettet og selv den rolle social aktivitet spiller i udviklingen af videnskab.
Socialvidenskabelige metoders rækkevidde er også blevet udvidet bredt. Sociologiske forskere trækker på en række kvalitative og kvantitative teknikker. De sproglige og kulturelle vendinger i midten af det 20. århundrede førte til forståelsesbaserede, hermeneutiske og filosofiske tilgange til analyse af samfundet. Omvendt er der igennem de seneste årtier sket en stigning i nye, stramt analytisk, matematisk og beregningsmæssige teknikker, såsom agens-baseret modellering og analyse af socialt netværk.

## Historie

### Oprindelse
Begrebet sociologi er afledt af latin societas, som er en form af ordet socius ("kammerat, ven, fælle, allieret). Sociologien havde sin oprindelse i den industrielle revolution. Dens grundlæggende ræsonnementer stammer fra før dannelsen af disciplinen. Social analyse stammer fra den gængse vestlige viden og filosofi, og er blevet benyttet mindst siden Platons tid. Brugen af undersøgelser kan spores tilbage til i hvert fald Domesday Book i 1086, mens oldtidens filosoffer såsom Konfusius skrev om sociale rollers vigtighed. Der findes ligeledes beviser på tidlig sociologi i middelalderens Islam. Nogle betragter Ibn Khaldun, en arabisk-islamisk lærd fra det 14. århundrede som værende den første sociolog; hans Muqaddimah var muligvis det første værk som fremmede den socialvidenskabelige ræsonnering om sammenhængskraft og social konflikt.
Ordet sociologi stammer fra Latin: socius, "ledsager"; -ologia, "studiet af", og græsk λόγος, lógos, "ord", "viden". Det blev første gang brugt i 1780 af den franske essayforfatter Emmanuel-Joseph Sieyès (1748–1836) i et uudgivet manuskript. Sociologi blev senere uafhængigt defineret af den franske videnskabsfilosof Auguste Comte (1798–1857), i 1838. Comte havde tidligere benyttet begrebet "social fysik" (se også moderne sociofysik), men det tilegnede andre sig, blandt andet den belgiske statistiker Adolphe Quetelet. Comte forsøgte at forene historie, psykologi og økonomi under den videnskabelige forståelse af det sociale domæne. Kort efter den franske revolutions utilpashed foreslog han at sociale utilpasheder kan løses gennem sociologisk positivisme, og skitserede en epistemologisk tilgang i Cours de Philosophie Positive (1830–1842) og Discours sur l'ensemble du positivisme (1848). Comte mente at et positivistisk stadie ville markere den endelige epoke, efter de hypotetiske teologiske og metafysiske stadier, i fremgangen for menneskelig forståelse. Ved at observere teori og observations cirkulære afhængighed i videnskab, og klassificere videnskaberne, kan Comte betragtes som den første videnskabsfilosof i ordets moderne betydning.
| Citat                                                                    | Comte gav et kraftigt incitament for udviklingen af sociologi, et incitament som bar frugt i de senere årtier i det nittende århundrede. At sige dette er bestemt ikke at påstå at franske sociologer såsom Durkheim var hengivne disciple af positivismens højestepræst. Men ved at insistere på hver af hans grundlæggende videnskabers irreducibilitet i forhold til den videnskab af videnskaber, som den forudsatte i hierarkiet, og ved at lægge vægt på sociologiens natur som det videnskabelige studie af sociale fænomener satte Comte sociologi på kortet. Selvfølgelig kan [dens] begyndelse spores langt tilbage før Comte til Montesquieu, for eksempel, og til Condorcet, for ikke at tale om Saint-Simon, Comte's umiddelbare forgænger. Men Comtes klare anerkendelse af sociologi som en bestemt videnskab, med sin egen natur, retfærdiggør Durkheim i at betragte ham som grundlægger af denne videnskab, på trods af det faktum at Durkheim ikke accepterede idéen om de tre stadier, og kritiserede Comtes tilgang til sociologi. | Citat |
| Frederick Copleston: A History of Philosophy: IX Modern Philosophy, 1974 | |       |

Både Comte og Karl Marx (1818–1883) satte sig for at udvikle videnskabeligt berettigede systemer i kølvandet på den europæiske industrialisering og sekularisering, informeret af diverse nøglebevægelser i historiens filosofier og videnskab. Marx forkastede Comtes positivisme men kom i forsøget på at udvikle en samfundets videnskab alligevel til at blive anerkendt som en grundlægger af sociologien, efterhånden som ordet fik en bredere betydning. For Isaiah Berlin kan Marx betragtes som den moderne sociologis "sande fader", "såfremt nogen kan gøre krav på titlen."
| Citat                                                   | At have givet klare og forenede svar i vante empiriske vendinger til de teoretiske spørgsmål som mest optog mænds tanker dengang, og at have deduceret klare praktiske direktiver fra dem uden at skabe åbenlyst kunstige forbindelser mellem de to, var Marx's teoris største præstation ... Den sociologiske behandling af historiske og moralske problemer, som Comte og efter ham, Spencer og Taine, havde diskuteret og kortlagt, blev først et præcist og konkret studie da den militante marxismes angreb gjorde dets konklusioner meget omdiskuterede, og dermed gjorde søgen efter beviser mere ivrig og opmærksomheden omkring metode mere intens. | Citat |
| Isaiah Berlin: Karl Marx: His Life and Environment 1937 | |       |

Herbert Spencer var en af de mest populære og indflydelsesrige sociologer i det 19. århundrede. Det vurderes, at han solgte en million bøger i sin levetid, hvilket var langt mere end nogen anden af datidens sociologer. Hans indflydelse var så stor, at mange andre tænkere fra det 19. århundrede, deriblandt Émile Durkheim, definerede deres idéer i forhold til hans. Durkheims Den sociale arbejdsdeling i samfundet er i høj grad en udvidet debat med Spencer, som mange kommentatorer er enige om at Durkheim lånte meget fra. Som anset biolog var det også Spencer der fandt på begrebet "survival of the fittest". Mens marxistiske idéer definerede en tråd af sociologien, var Spencer kritisk overfor socialismen, såvel som en stærk fortaler for en laissez-faire styreform. Hans idéer blev skarpt observeret af konservative politiske cirkler, specielt i USA og England.

### Grundlæggelsen af den akademiske disciplin
Den formelle akademiske sociologi blev etableret af Émile Durkheim (1858–1917), der udviklede positivismen som et grundlag for praktisk sociologisk metode. Durkheim grundlagde det første europæiske institut for sociologi ved Bordeaux Universitet i 1895, hvor han udgav Les règles de la méthode sociologique. I 1896 stiftede han journalen L'Année Sociologique. Durkheims skelsættende monografi, Selvmordet (1897) – et studie i selvmordsrater blandt romersk-katolikker, jøder og protestanter – adskilte sociologisk analyse fra psykologi og filosofi. Den var også et stort bidrag til det teoretiske begreb strukturfunktionalisme. Han forsøgte at anvende sociologiske konklusioner i en stræben efter politiske reformer og social solidaritet. For Durkheim kunne sociologi defineres som "videnskaben om institutioner, deres opståen og deres funktion".
Det første universitetsforløb med titlen "Sociologi" blev der undervist i på Yale i USA i 1875 af William Graham Sumner. I 1883 udgav Lester F. Ward, den første formand for American Sociological Association, Dynamic Sociology—Or Applied social science as based upon statical sociology and the less complex sciences og angreb Sumners og Herbert Spencers laissez-faire sociologi. I 1890 begyndte det ældste fortsatte amerikanske kursus i den moderne tradition på Kansas Universitet, undervist af Frank W. Blackmar. Institut for Sociologi på Chicago Universitet blev etableret i 1892 af Albion Small. George Herbert Mead og Charles Cooley, som havde mødtes på Michigan Universitet i 1891 (sammen med John Dewey), flyttede til Chicago i 1894. Deres indflydelse betød fremgang for den moderne chicagoskoles socialpsykologi og symbolske interaktionisme. American Journal of Sociology blev stiftet i 1895, fulgt af American Sociological Association (ASA) i 1905. Den sociologiske "kanon af klassikere" med Durkheim og Max Weber i spidsen er sket delvist takket være Talcott Parsons, som generelt anses for at være den der introducerede begge til et amerikansk publikum. Parsons konsoliderede den sociologiske tradition og satte dagsordenen for amerikansk sociologi på et tidspunkt med dens hurtigste disciplinære vækst. Sociologi i USA var mindre historisk påvirket af marxismen end sin europæiske modpart, og er stadig den dag i dag generelt mere statistisk i sin fremgangsmåde.
Det første institut for sociologi i Storbritannien var London School of Economics and Political Science (hjemsted for British Journal of Sociology) i 1904. Leonard Trelawny Hobhouse blev lektor i disciplinen ved University of London i 1907. I 1909 blev Deutsche Gesellschaft für Soziologie grundlagt af blandt andre Ferdinand Tönnies og Max Weber. Weber etablerede det første institut i Tyskland ved Ludwig Maximilian Universitetet i München i 1919, efter at have præsenteret en indflydelsesrig ny antipositivistisk sociologi. I 1920 dannede Florian Znaniecki det første institut i Polen. Institut für Sozialforschung ved Frankfurt Universitet (som senere blev Frankfurterskolen af kritisk sociologi) blev grundlagt i 1923. Internationalt samarbejde indenfor sociologi begyndt i 1893, da René Worms grundlagde Institut International de Sociologie, en institution som senere blev overskygget af den langt større International Sociological Association (ISA), grundlagt i 1949.
Sociologi udviklede sig som et akademisk svar på modernitetens udfordringer, såsom industrialisering, urbanisering, sekularisering og en fornemmet proces af omsluttende rationalisering. Feltet blev hovedsageligt domineret af Kontinentaleuropa, mens britisk antropologi og statistik generelt fulgte efter på en separat bane. Ved starten af det 20. århundrede var mange teoretikere dog aktive i den angelsaksiske verden. Det var kun et fåtal af de tidlige sociologer som strengt begrænsede sig til emnet, de fleste arbejdede også med økonomi, retsvidenskab, psykologi og filosofi, med teorier der blev tilegnet en række forskellige felter. Siden grundlæggelsen har sociologiske erkendelsesteorier og metoder både udvidet sig og afviget meget.
Durkheim, Marx og Weber angives normalt som samfundsvidenskabens tre hovedarkitekter. Herbert Spencer, William Graham Sumner, Lester F. Ward, Vilfredo Pareto, Alexis de Tocqueville, Werner Sombart, Thorstein Veblen, Ferdinand Tönnies, Georg Simmel og Karl Mannheim inkluderes af og til i akademisk pensum som grundlæggende teoretikere. Harriet Martineau, en engelsk oversætter af Comte, er blevet kaldt den første kvindelige sociolog. Hver nøglefigur er associeret med et bestemt teoretisk perspektiv og orientering.
| Citat                                                                                             | Marx og Engels forbandt først og fremmest det moderne samfunds opståen med udviklingen af kapitalisme; for Durkheim var det hovedsageligt forbundet med industrialisering og den nye sociale opdeling af arbejde som denne medførte; for Weber havde det at gøre med tilsynekomsten af en påfaldende måde at tænke på, den rationelle beregning som han associerede med den protestantiske etik (mere eller mindre hvad Marx og Engels talte om hvad angår de 'iskolde bølger af selvoptaget beregning'). Sammen antyder disse store klassiske sociologers værker det, som Giddens for nylig har beskrevet som 'et flerdimensionelt syn på modernitetens institutioner' og som ikke kun lægger vægt på kapitalisme og industrialisme som modernitetens nøgleindførelser, men også på 'overvågning' (hvilket betyder 'kontrol af information og social tilsynsføring') og 'militær magt' (kontrol over voldens midler i kontekst af krigens industrialisering). | Citat |
| John Harriss The Second Great Transformation? Capitalism at the End of the Twentieth Century 1992 | |       |

### 1920 – 1970
I tiden efter 1. verdenskrig fandt funktionalismen stor udbredelse med udgangspunkt i studier af Bronislaw Malionowski og Reginald Radcliffe-Brown; men det var først med Talcott Parsons' mål- og handlingsanalyse, at funktionalismen fik sit egentlie gennembrud. Frankfurterskolen opnåede en tilsvarende betydelig indflydelse på sociologien efter 2. verdenskrig, bl.a. ved at pointere, at videnskaben ikke kan være værdifri og at det er en pligt for forskeren at være selvkritisk. Pierre Bourdieu og Jürgen Habermas blev kendt allerede i 1960'erne, men fik først deres egentlige gennembrud som "store sociologer" efter 1970.

### Efter 1970
Bourdieu og Habermas etablerede sig som væsentlige bidragsydere til sociologien sammen med Niklas Luhmann, Anthony Giddens, Ulrich Beck og Zygmunt Bauman. Endvidere nævnes flere filosoffer med rod i postmodernisme og diskursteori som inspiration for sociologien, bl.a. Michel Foucault.

## Områder for sociologisk videnskab
Sociologien beskriver de sociale relationers struktur, funktioner og udvikling. Den beskæftiger sig navnlig med menneskers og gruppers interaktion, dvs. deres samkvem og gensidige påvirkning samt måden de organiseres på. Den tilstræber enten at finde frem til egentlige sociale lovmæssigheder og kausaliteter, eller alternativt at påvise, at social interaktion er præget af tilfældigheder og løse strukturer.

### Sociologisk teori
Sociologisk teori betegnes også som samfundsteori eller samfundsfilosofi og bygger på studier af menneskelig adfærd og samspillet mellem individ og system.
Mange sociologiske teorier arbejder med at beskrive betingelserne for social integration. Sociologiens teorier skal også kunne beskrive sociologien selv, for derigennem at kunne omfatte alt det sociale. Det er desuden en hovedopgave for sociologien at beskæftige sig med samfundets sociale differentiering, herunder biologisk og social arv. Det kan f.eks. ske ud fra et stratifikatorisk eller klasseanalytisk perspektiv.
Sociologien adskiller sig fra andre adfærdsvidenskaber ved at have som udgangspunkt, at intet menneske er født til at leve isoleret, men at det er født ind i et socialt system – en gruppe eller et samfund. Desuden byder den sociologiske videnskab på den grundlæggende antagelse, at interaktion er nøglen til at forstå mennesket og gruppen.

### Sociologisk metode
Sociologisk metode er den faglige betegnelse for fremgangsmåden ved sociologiske undersøgelser, herunder valg og behandling af data og rapportering af resultaterne.

## Sociologiske discipliner og arbejdsområder

### Sociologiske discipliner
- Sociologisk filosofi
- Sociologisk metode, herunder kvantitativ sociologi og kvalitativ sociologi. Blandt de kvalitative metoder kan nævnes deltagerobservation og (kvalitativ) interviewing
- Sociologisk statistik
- Spørgeundersøgelsesmetodologi

### Sociologiske fagområder
- Afvigelsessociologi[43]
- Arbejdsmarkedssociologi[44]
- Arbejdssociologi[44]
- Bysociologi[45]
- Emotionssociologi[46]
- Familiesociologi[47]
- Filmsociologi[48]
- Forvaltningssociologi[49]
- Fritidssociologi
- Historisk sociologi[50]
- Internetsociologi (cybersociologi)[51]
- Kommunikationssociologi
- Kriminologi[52]
- Kultursociologi[53]
- Kunstsociologi[54][55]
- Kønssociologi[56]
- Litteratursociologi
- Medicinsk sociologi[57]
- Mediesociologi[58]
- Migrationssociologi
- Militærsociologi
- Miljøsociologi[59]
- Musiksociologi
- Organisationssociologi[60]
- Politisk sociologi[61]
- Pædagogisk sociologi[62]
- Religionssociologi[63]
- Retssociologi[64]
- Sportssociologi[65]
- Sprogsociologi[66]
- Sundhedssociologi[67]
- Teatersociologi
- Uddannelsessociologi[68]
- Udviklingssociologi
- Ungdomssociologi[69]
- Videnskabssociologi[70]
- Videnssociologi[71]
- Økonomisk sociologi

## Støttediscipliner og parallelle fag
- Socialantropologi
- Socialpsykologi
- Socialfilosofi
- Sociofysik

## Billeder
- Émile Durkheim
- Karl Marx
- Vilfredo Pareto
- Georg Simmel
- Max Weber
- Pierre Bourdieu
- Jürgen Habermas
- Anthony Giddens
- Ulrich Beck
- Zygmunt Bauman